# Palazzo delle Poste (Trieste)
Le Palazzo delle Poste à Trieste est une construction importante de la ville. L'entrée principale se trouve sur la Piazza Vittorio Veneto. À l'intérieur, il y a le bureau de Trieste de la poste italienne et le musée postal et télégraphique d'Europe centrale. 

## Histoire
Il a été construit à côté de l'Église évangélique luthérienne, entre 1890 et 1894, par l'architecte Friedrich Setz en style éclectique en vogue notamment à Vienne. 
La zone occupée par les Douanes (construite sur les anciennes marais salants qui occupaient autrefois la zone sur laquelle se trouve actuellement le Borgo Teresiano) était destinée au nouveau palais. Le bâtiment disposé sur une surface rectangulaire de près de 7100 mètres carrés, a été conçu dès le départ pour abriter à la fois les bureaux de poste et télégraphiques et ceux de la finance, pour lesquels à l'intérieur il est structuré en deux corps distincts de 3500 mètres carrés chacun. 
Le bâtiment abrite actuellement la succursale de Trieste de la poste italienne sur le côté de la Piazza Vittorio Veneto et le musée postal et télégraphique d'Europe centrale au rez-de-chaussée. 

## Articles associés
- Trieste